# ميجيل تيلادو

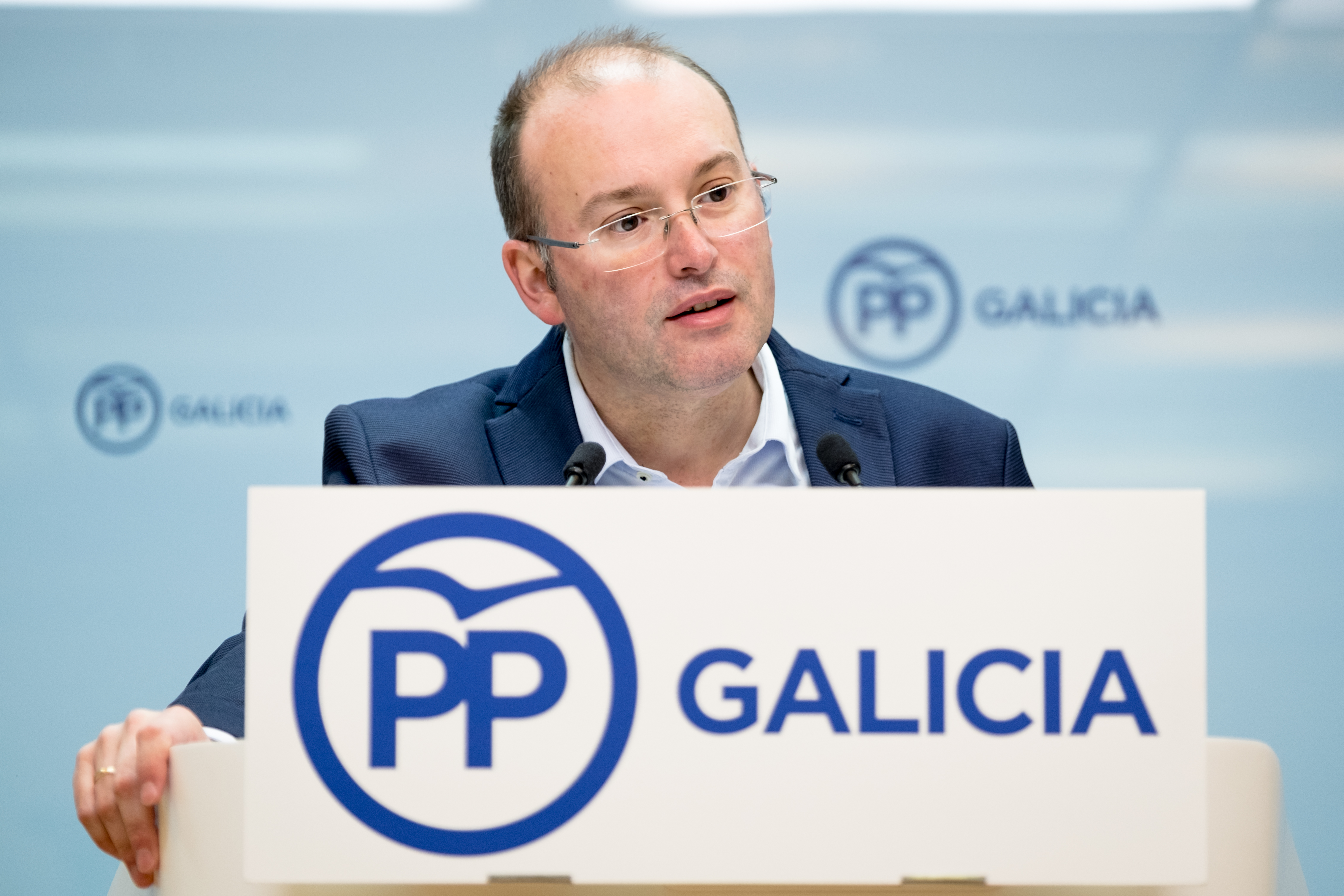

ميجيل تيلادو هو سياسي اسباني من مواليد 21 فبراير 1974، يشغل حاليًا منصب نائب أمين تنظيم الحزب الشعبي

## السيرة الذاتية
درس العلوم السياسية والاجتماعية في جامعة سانتياغو دي كومبوستيلا، عمل منذ عام 1997 كصحفي في العديد من وسائل الإعلام في منطقة فيرول، في انتخابات البرلمان الجاليكية لعام 2012 ، احتل المرتبة الرابعة في ترشيح الحزب الشعبي لمقاطعة لاكورونيا
في 3 أبريل 2022 ، أصبح نائب أمين تنظيم الحزب الشعبي.